# Денес треба нешто да се случи
„Денес треба нешто да се случи” је југословенски и македонски кратки филм из 1976. године. Режирао га је Миле Грозданоски који је написао и сценарио.

## Улоге
| Глумац           | Улога |
| ---------------- | ----- |
| Стојка Цекова    |       |
| Тодор Николовски |       |